# Manuel Antonio de Acuña y Dewitte
Manuel Antonio de Acuña y Dewitte (1821-1883) fue un político español, décimo marqués de Bedmar.

## Biografía
Nacido el 22 de mayo de 1821, en 1842 contrajo matrimonio en París con Lucía Palladi y Callimachi. Un año después de la muerte de su primera mujer, se casó de nuevo el 15 de febrero de 1861, en la capilla del Príncipe Pío de la iglesia parroquial de Santiago y San Juan Bautista de Madrid, con Carolina de Montúfar y García-Infante.

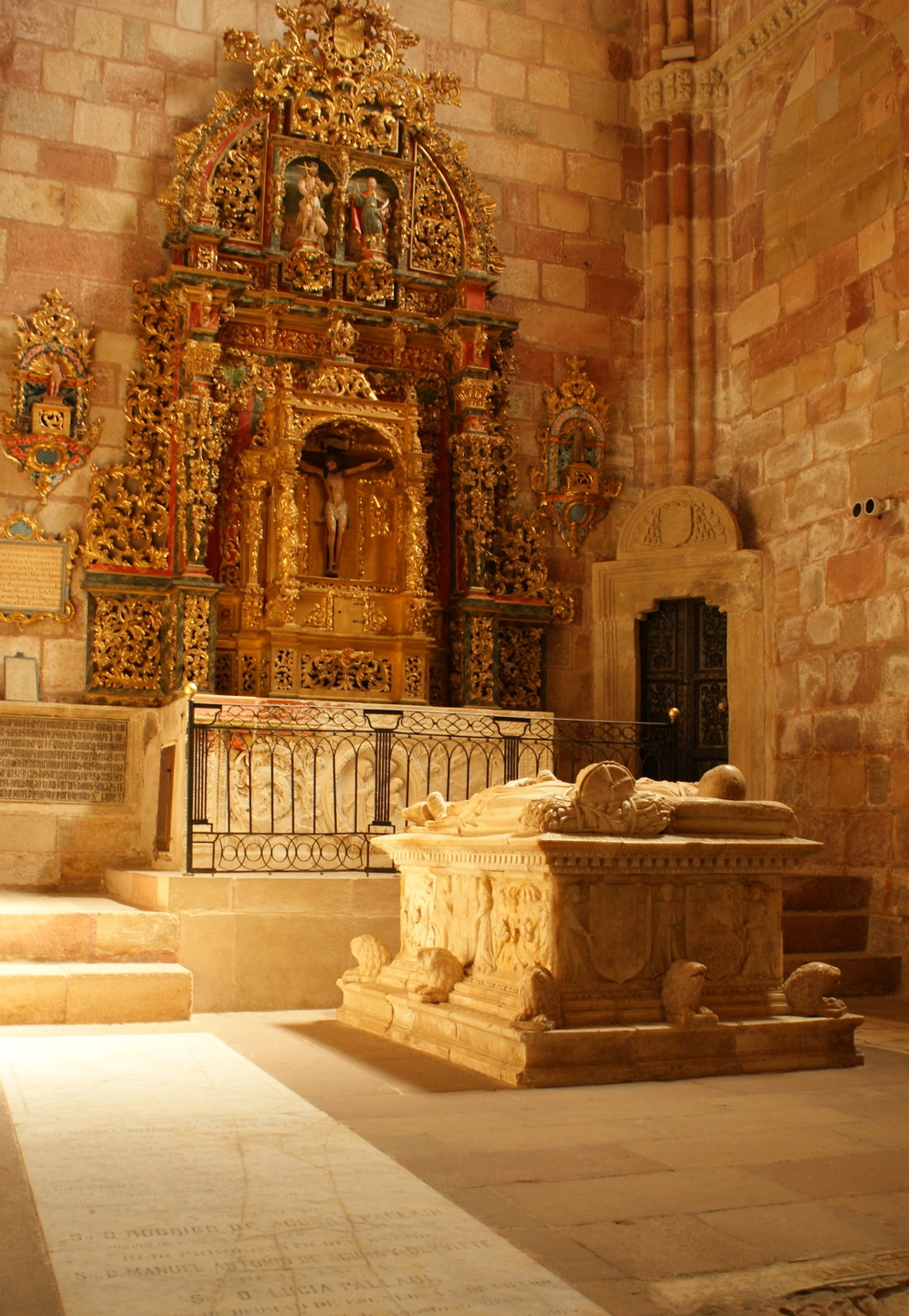
Capilla del Doncel de la catedral de Sigüenza, con las tumbas de los marqueses de Bedmar.

Fue alférez mayor de Sahagún, alcaide perpetuo del real adelantamiento de Castilla, décimo marqués de Bedmar, de Escalona, Prado y Casa Fuerte, conde de Obedos, vizconde de Villar de Farfán, grande de España, gentilhombre de cámara de la reina, gran cruz de la orden de Carlos III, comendador de la Orden de San Juan de Jerusalén, diputado a Cortes por la provincia de Gerona, comandante de escuadrón del regimiento de lanceros del rey en la isla de Cuba.
Manuel Antonio de Acuña, que también fue senador y director y fundador de El Tiempo, falleció en Madrid el 16 de mayo de 1883. Fue enterrado en la capilla de San Juan y Santa Catalina de la catedral de Sigüenza, junto a su primera mujer y segunda mujer.